# Казе Пескијера-Лу Фрајли (Олбија-Темпио)
Казе Пескијера-Лу Фрајли је насеље у Италији у округу Сасари, региону Сардинија.
Према процени из 2011. у насељу је живело 273 становника. Насеље се налази на надморској висини од 24 м.